# 北欧理論物理学研究所
北欧理論物理学研究所（ほくおうりろんぶつりがくけんきゅうしょ、英語: Nordic Institute of Theoretical Physics）は、デンマーク・コペンハーゲンにあった、国際理論物理学の研究所。略称は、NORDITA。2006年秋より、スウェーデン・ストックホルムに拠点を移している。
1957年にニールス・ボーアらによって創設された。現在は天体物理学、宇宙生物学、生物物理学、物性・統計物理学、素粒子・原子核物理学の理論的研究を行っている。
ストックホルムにある、王立科学技術大学、ストックホルム大学、アルバ・ノバ大学センターと共同運営を行っている。

## 沿革
- 1957年 - ニールス・ボーアらによって設立される。
- 2006年 - 研究拠点を、コペンハーゲンからストックホルムアルバ・ノバ大学センター内に移転。